# Thala (Tunesien)

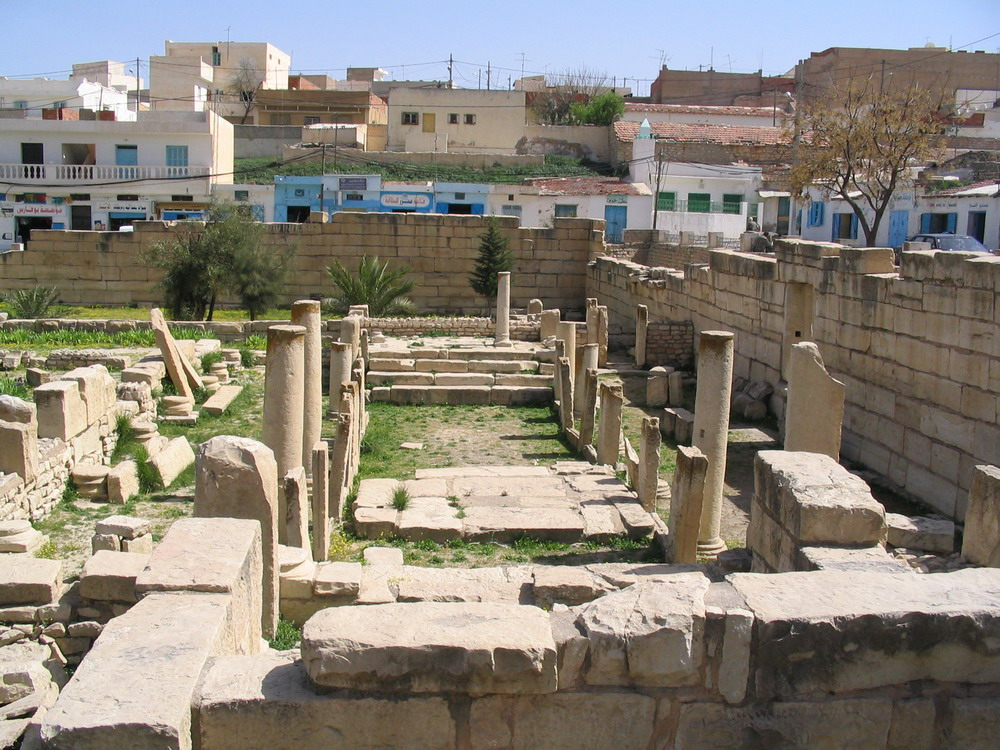
Thala – römischer Tempel

Thala (manchmal auch Talah; arabisch تالة, DMG Tāla) ist eine Stadt mit etwa 15.000 und eine Delegation mit ca. 37.000 Einwohnern im Westen Tunesiens im Gouvernement Kasserine; es ist die höchstgelegene Stadt des Landes.

## Lage
Thala liegt in einer Höhe von ca. 970 bis 1020 m ü. d. M. im Westen Tunesiens in der Dorsale des Tellatlas gut 25 Kilometer östlich der algerischen Grenze. Die Landeshauptstadt Tunis ist ca. 243 km (Fahrtstrecke) entfernt, die Stadt Kasserine befindet sich ca. 53 km südöstlich und die Nachbarstadt Haïdra etwa 25 km westlich.

## Wirtschaft
Die Wirtschaft der Region wird von der Landwirtschaft dominiert, insbesondere der Tierhaltung. In der Umgebung werden Opuntien angepflanzt, deren Früchte in Tunesien selbst aber auch in Europa immer begehrter werden. Es gibt Marmor- und Kalk-Steinbrüche, deren Gestein in einer staatlichen Fabrik weiterverarbeitet wird.

## Geschichte
Thala war eine ehemalige Berbersiedlung. Die Römer errichteten dort ein Kastell; zudem entstand dort eine Zivilsiedlung. In römischer Zeit wurde auch ein Tempel erbaut, von dem sich noch Teile erhalten haben. Die muslimischen Araber eroberten die Region im 7. Jahrhundert.
Wie in vielen Städten der Region kam es auch in Thala während der Tunesischen Revolution im Januar 2011 zu Zusammenstößen zwischen Demonstranten und Sicherheitskräften.